# Крилів (Польща)
Крилів (пол. Kryłów) — село в Польщі, у гміні Мірче Грубешівського повіту Люблінського воєводства. Населення — 351 особа (2011). Розташоване на історичній Холмщині, тепер Закерзонні, колишнє місто.

## Історія

Знищена польською владою православна церква у Крилові, 1938 рік

Крилів вважається давньою червенською фортецею. Після анексії Галицько-Волинського князівства Польщею Крилів отримав міські права в 1497 р. за клопотанням Миколая Тенчинського, який почав будівництво мурованого замку.
За королівською люстрацією 1589 р. до фортеці Крилів Белзького повіту Белзького воєводства належали села Крилів, Погоріле і Сиховичі та ще налічувалось 11 сіл в околиці.
У 1651 р. крилівський замок був спалений козаками, в 1710 р. — шведами, а в 1718 р. — конфедератами.
У 1535 р. у Крилові вже була церква. В 1710 р. церква Преображення Господнього спалена шведами. В 1777 р. українська греко-католицька громада збудувала нову церкву св. святого Димитрія, яка належала до Холмської єпархії і яку в 1875 р. відібрала російська влада і віддала Російській православній церкві. А 13 січня 1870 р. Крилів позбавлений міських прав і включений до Крилівської волості Грубешівського повіту Люблінської губернії.
У 1827 р. у Крилові були 163 будинки і 1102 мешканці, в 1860 р. — 116 будинків і 1216 мешканців (з них 588 євреїв). За переписом 1905 р. у Крилові було 296 будинків і 3142 мешканці (777 православних, 400 римо-католиків і 1965 юдеїв). У 1905—1908 рр. за указом царя ті греко-католики, які відмовлялися належати до Російської православної церкви, через заборону греко-католицької церкви перейшли до римо-католицької і стали латинниками, у Крилові їх налічувалось 144 особи.
У 1911 р. була зведена нова мурована церква, а стара дерев'яна в 1913 р. передана до Біскупич (теперішня частина Нововолинська — там функціонує досі). У 1915 р. більшість українців були вивезені перед наступом німецьких військ в околиці Саратова, звідки повертались уже після закінчення війни. Натомість поляків не вивозили.
У 1921 р. польський перепис нарахував 185 будинків і 1285 жителів, з них 289 римо-католиків, 372 православних, 2 євангелісти, 1 греко-католик і 622 юдеї.
Польська влада з метою асиміляції українців 8 червня 1938 р. закрила церкву і бригада поляків кілька тижнів її руйнувала, аж доки частина стіни не привалила одного поляка, котрий розбиваючи церкву насміхався і голосно виспівував: «Господи помилуй, подай Господи» і подібне.(Б. Жуків «Нищення церков на Холмщині в 1938 р.», Краків, 1940, с. 16) Під час Другої світової війни українці відбудували церкву, але після війни поляки забрали її під клуб, а потім дощенту зруйнували.
За німецьким переписом 1943 року в селі проживали 585 українців і 490 поляків.
13 березня 1944 р. польські шовіністи з Батальйонів хлопських під командуванням майора Станіслава Басая вбили в селі 13 українців (6 чоловіків, 4 жінок і 3 дітей). 25 березня 1945 р. відділ УПА захопив у селі в полон і розстріляв 17 польських міліціонерів на чолі з майором Станіславом Басаєм та ще 28 цивільних.[джерело?]
26-30 червня 1947 року під час операції «Вісла» польська армія виселила зі села на приєднані до Польщі північно-західні терени 15 українців. У селі залишилося 1056 поляків. Ще 6 невиселених українців підлягали виселенню.
У 1975—1998 роках село належало до Замойського воєводства.

## Демографія
Демографічна структура станом на 31 березня 2011 року:
|          | Загалом | Допрацездатний вік | Працездатний вік | Постпрацездатний вік |
| -------- | ------- | ------------------ | ---------------- | -------------------- |
| Чоловіки | 177     | 24                 | 123              | 30                   |
| Жінки    | 174     | 32                 | 93               | 49                   |
| Разом    | 351     | 56                 | 216              | 79                   |